# Беанибазар
Беанибазар (бенг. বিয়ানিবাজার, англ. Beanibazar) — город на северо-востоке Бангладеш, административный центр одноимённого подокруга. Площадь города равна 7,28 км². По данным переписи 2001 года, в городе проживало 14 009 человек, из которых мужчины составляли 51,02 %, женщины — соответственно 48,98 %. Плотность населения равнялась 1924 чел. на 1 км². Уровень грамотности населения составлял 56,9 % (при среднем по Бангладеш показателе 43,1 %).